# Gustav von Werlhof

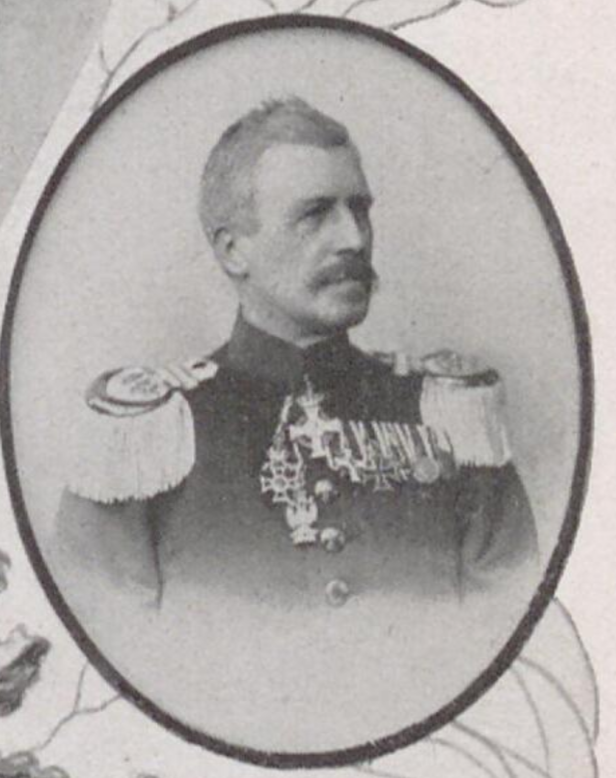
Gustav von Werlhof

Gustav Adolf Theodor von Werlhof (* 4. April 1843 in Hannover; † 2. März 1908 ebenda) war ein sächsischer Generalmajor.

## Leben

### Herkunft
Gustav entstammte der niedersächsischen Familie Werlhof. Er war ein Sohn des Justizrates August von Werlhof (1809–1895) und dessen erster Ehefrau Emilie, geborene von Berlepsch (1817–1855). Er hatte sechs Geschwister, darunter der sächsische Generalmajor Ernst von Werlhof (1853–1921).

### Militärkarriere
Werlhof trat am 14. April 1862 als Fähnrich in das Garde-Regiment der Hannoverschen Armee in seiner Heimatstadt ein und avancierte bis Mitte September 1862 zum Sekondeleutnant. Nach dem verlorenen Krieg gegen Preußen und der Annexion des Königreichs Hannover trat er am 1. April 1867 in die Sächsische Armee ein und wurde mit einem Patent vom 19. Juli 1866 als Premierleutnant im 2. Grenadier-Regiment Nr. 101 angestellt. Mit diesem Verband nahm er 1870/71 während des Krieges gegen Frankreich an den Kämpfen bei Gravelotte, Beaumont, Sedan sowie der Einschließung und Belagerung von Paris teil. Für sein Wirken erhielt er das Ritterkreuz des Albrechts-Ordens mit Kriegsdekoration und das Eiserne Kreuz II. Klasse.
Nach dem Friedensschluss wurde Werlhof am 27. November 1871 unter Beförderung zum Hauptmann als Kompaniechef in das 1. (Leib-) Grenadier-Regiment Nr. 100 versetzt. Ende Dezember 1882 rückte er zum überzähligen Major auf und war vom 29. Januar 1885 bis zum 31. März 1887 als Bataillonskommandeur im 10. Infanterie-Regiment Nr. 134 tätig. Daran schloss sich eine Verwendung in gleicher Eigenschaft im 11. Infanterie-Regiment Nr. 139 an. Am 22. September 1888 erfolgte seine Beförderung zum Oberstleutnant und die Versetzung nach Zittau als etatmäßiger Stabsoffizier in das 3. Infanterie-Regiment Nr. 102 „Prinz-Regent Luitpold von Bayern“. Als Oberst war Werlhof dann ab dem 21. Juni 1892 Kommandeur des 
4. Infanterie-Regiments Nr. 103 in Bautzen. In dieser Eigenschaft erhielt er im März 1895 die Erlaubnis zur Annahme des Komturkreuzes des ö.-k. Leopold-Ordens. In Genehmigung seines Abschiedsgesuches wurde Werlhof Ende des Monats mit Pension und der Erlaubnis zum Tragen seiner Uniform zur Disposition gestellt und zugleich zum Kommandanten des Truppenübungsplatzes Zeithain ernannt. Er erhielt am 17. Mai 1896 den Charakter als Generalmajor und im September 1896 die Erlaubnis zur Annahme des Kronen-Ordens II. Klasse. Unter Enthebung von seiner Stellung wurde ihm mit der gesetzlichen Pension und der Erlaubnis zum Tragen seiner Uniform mit den vorgeschriebenen Abzeichen am 24. Oktober 1898 der Abschied gewährt. 

### Familie
Werlhof verheiratete sich am 11. Oktober 1875 in Dresden mit Marka von Götz (* 1855). Aus der Ehe gingen fünf Kinder hervor.